# Plectrocnemia conjuncta
Plectrocnemia conjuncta är en nattsländeart som beskrevs av Martynov 1914. Plectrocnemia conjuncta ingår i släktet Plectrocnemia och familjen fångstnätnattsländor. Enligt den finländska rödlistan är arten starkt hotad i Finland. Arten är reproducerande i Sverige. Artens livsmiljö är bäckar. Inga underarter finns listade i Catalogue of Life.